# Вінтерс (Техас)
Вінтерс (англ. Winters) — місто (англ. city) в США, в окрузі Раннелс штату Техас. Населення — 2345 осіб (2020).

## Географія
Вінтерс розташований за координатами 31°56′56″ пн. ш. 99°57′32″ зх. д. / 31.94889° пн. ш. 99.95889° зх. д. (31.948895, -99.958959).  За даними Бюро перепису населення США в 2010 році місто мало площу 7,61 км², з яких 6,09 км² — суходіл та 1,52 км² — водойми.

## Демографія
Згідно з переписом 2010 року, у місті мешкали 2562 особи в 1006 домогосподарствах у складі 683 родин. Густота населення становила 336 осіб/км².  Було 1272 помешкання (167/км²).
Расовий склад населення:
| - 75,6 % — білих - 2,8 % — чорних або афроамериканців - 0,4 % — корінних американців - 18,7 % — осіб інших рас |

До двох чи більше рас належало 2,5 %. Частка іспаномовних становила 44,4 % від усіх жителів.
За віковим діапазоном населення розподілялося таким чином: 27,6 % — особи молодші 18 років, 54,2 % — особи у віці 18—64 років, 18,2 % — особи у віці 65 років та старші. Медіана віку мешканця становила 38,2 року. На 100 осіб жіночої статі у місті припадало 99,5 чоловіків;  на 100 жінок у віці від 18 років та старших — 93,9 чоловіків також старших 18 років.
Середній дохід на одне домашнє господарство  становив 43 049 доларів США (медіана — 36 076), а середній дохід на одну сім'ю — 51 793 долари (медіана — 40 844). Медіана доходів становила 41 419 доларів для чоловіків та 19 688 доларів для жінок. За межею бідності перебувало 23,6 % осіб, у тому числі 27,0 % дітей у віці до 18 років та 20,0 % осіб у віці 65 років та старших.
Цивільне працевлаштоване населення становило 981 особа. Основні галузі зайнятості: освіта, охорона здоров'я та соціальна допомога — 25,8 %, виробництво — 14,1 %, роздрібна торгівля — 10,8 %, сільське господарство, лісництво, риболовля — 10,2 %.